# 王君賞
王君賞（1533年—？），字汝懋，號四山，山東濟南府淄川縣人，軍籍，明朝政治人物。

## 生平
年十八入庠，嘉靖三十七年戊午科山東鄉試第十一名舉人。嘉靖三十八年（1559年）中式己未科會試第一百四十四名，三甲第一百零七名進士。授中书舍人，曾出使朝鲜。四十四年五月选授江西道试御史，十月实授，出视河東盐政，隆庆三年（1569年）巡按陕西，因弹劾巡抚张师载使其辞官，触怒张居正，出为知府，四年十月以考察不及，降调許州判官，六月後升開封府推官，次年升刑部主事，歷升刑部福建司署员外郎事主事，萬曆三年（1575年）二月升浙江水利道佥事。七年二月起補陕西佥事、整饬巩昌兵备，八年二月升陕西苑马寺少卿，在任一年，疏乞终养歸。在家在東郊開辟庄园，負城带河，有水竹亭沼之勝，与客酣飲，弹琴赋诗，年逾古稀，無疾而终。

## 家族
曾祖王昇；祖父王純；父王惠。前母賈氏；母朱氏。具庆下。